# Autoerotisme (psicoanàlisi)
En la psicoanàlisi, l'autoerotisme és un concepte desenvolupat per Sigmund Freud, per descriure un tipus de sexualitat que s'orienta al cos propi, prescindint d'un objecte extern. En el sentit ampli al·ludeix a la masturbació, però en el sentit estricte es refereix a la satisfacció de les pulsions parcials que caracteritzen la sexualitat infantil.
En psicoanàlisi, el concepte té llavors dues dimensions:
- En sentit ampli, qualitat d'un comportament sexual en el qual el subjecte obté satisfacció recorrent únicament al seu propi cos, sense objecte exterior; en aquest sentit es parla de la masturbació com d'un comportament autoeròtic.
- En sentit més específic, qualitat d'un comportament sexual infantil precoç, mitjançant el qual una pulsió parcial, lligada al funcionament d'un òrgan o a l'excitació d'una zona erògena, troba la seva satisfacció en el mateix lloc, és a dir:
  - Sense recórrer a un objecte exterior;
  - Sense referència a una imatge unificada del cos, a un primer esbós del Jo, com el que caracteritza el narcisisme.